# کوش جومبو
کوش جومبو (انگلیسی: Cush Jumbo؛ ۲۳ سپتامبر ۱۹۸۵)، بازیگر نیجریه‌ای‌تبار اهل انگلستان است. وی از سال ۲۰۰۶ میلادی تاکنون مشغول فعالیت بوده‌است. او ازجمله بازیگران زن نمایش‌نامه‌های شکسپیر اهل انگلستان است.
از فیلم‌ها یا برنامه‌های تلویزیونی که وی در آن نقش داشته‌است، می‌توان به ورا ، همسر خوب، کشمکش خوب، شهر روشنایی‌های کوچک اشاره کرد. در ۲۰۱۱، او برندهٔ جایزهٔ ایان چارلسون برای بازیگر زن جوان در هر طور شما دوست دارید شد و جایزه لارنس الیویه را در ۲۰۱۲ برای نقش مارکوس آنتونیوس در ژولیوس سزار دریافت کرد.